# (467111) 2016 EL64
(467111) 2016 EL64 es un asteroide perteneciente al cinturón de asteroides, descubierto el 16 de noviembre de 2003 por el equipo Spacewatch desde el Observatorio Nacional de Kitt Peak (Arizona, Estados Unidos).